# Leptogenys rouxi
Leptogenys rouxi é uma espécie de formiga do gênero Leptogenys, pertencente à subfamília Ponerinae.